# Elione Fernandes Neto
Elione Fernandes Neto (Siegburg, Renania del Norte-Westfalia, 23 de agosto de 2005) es un futbolista alemán de ascendencia angoleña y portuguesa. Juega tanto de mediocentro como de pivote y su equipo actual es el Fussballclub Liefering de la 2. Liga, segunda categoría del fútbol de Austria, cedido desde Red Bull Salzburgo.

## Trayectoria
Debutó como profesional el 10 de septiembre de 2022, el entrenador Daniel Thioune lo mandó a cancha al minuto 85 para enfrentar a Hansa Rostock en la fecha 8 de la 2. Bundesliga y ganaron 3-1 en el Merkur Spiel-Arena con más de 26700 espectadores. Disputó su primer juego con 17 años y 18 días con el dorsal número 46, se convirtió en el futbolista más joven en la historia de Fortuna Düsseldorf.
En su primera temporada como profesional jugó 13 partidos, de los cuales 12 fueron por el campeonato nacional y 1 por Copa de Alemania.
En agosto de 2023 fue fichado por Red Bull Salzburgo, firmó contrato hasta mediados de 2026. En principio fue cedido al Fussballclub Liefering para tener rodaje en la segunda categoría del fútbol austríaco.
En su primera temporada en el fútbol de Australia jugó 11 partidos, estuvo lesionado varios partidos. Para la temporada 2024-25 no logró gran participación ya debido a lesión se perdió casi todas las jornadas, jugó los últimos 2 partidos del campeonato.

## Estadísticas
Actualizado al último partido citado el 25 de mayo de 2025.
| Club                          | Div.          | Temporada     | Liga  | Liga  | Liga   | Copas nacionales | Copas nacionales | Copas nacionales | Copas internacionales | Copas internacionales | Copas internacionales | Total | Total | Total  |
| Club                          | Div.          | Temporada     | Part. | Goles | Asist. | Part.            | Goles            | Asist.           | Part.                 | Goles                 | Asist.                | Part. | Goles | Asist. |
| ----------------------------- | ------------- | ------------- | ----- | ----- | ------ | ---------------- | ---------------- | ---------------- | --------------------- | --------------------- | --------------------- | ----- | ----- | ------ |
| Fortuna Düsseldorf · Alemania | 2.ª           | 2022-23       | 12    | 0     | 0      | 1                | 0                | 0                | —                     | —                     | —                     | 13    | 0     | 0      |
| Fortuna Düsseldorf · Alemania | 2.ª           | 2023-24       | 0     | 0     | 0      | -                | -                | -                | —                     | —                     | —                     | 0     | 0     | 0      |
| Fortuna Düsseldorf · Alemania | Total club    | Total club    | 12    | 0     | 0      | 1                | 0                | 0                | 0                     | 0                     | 0                     | 13    | 0     | 0      |
| F. C. Liefering · Austria     | 2.ª           | 2023-24       | 11    | 0     | 0      | —                | —                | —                | —                     | —                     | —                     | 11    | 0     | 0      |
| F. C. Liefering · Austria     | 2.ª           | 2024-25       | 2     | 0     | 0      | —                | —                | —                | —                     | —                     | —                     | 2     | 0     | 0      |
| F. C. Liefering · Austria     | 2.ª           | 2025-26       | 0     | 0     | 0      | —                | —                | —                | —                     | —                     | —                     | 0     | 0     | 0      |
| F. C. Liefering · Austria     | Total club    | Total club    | 13    | 0     | 0      | 0                | 0                | 0                | 0                     | 0                     | 0                     | 13    | 0     | 0      |
| Total carrera                 | Total carrera | Total carrera | 25    | 0     | 0      | 1                | 0                | 0                | 0                     | 0                     | 0                     | 26    | 0     | 0      |
| 1.                            |               |               |       |       |        |                  |                  |                  |                       |                       |                       |       |       |        |